# Палац Свідерських у Жищинцях
Палац Свідерських — пам'ятка архітектури місцевого значення, яка знаходиться в селі Жищинці Городоцької міської громади Хмельницького району Хмельницької області.

## Історія
Реєстр пам'яток місцевого значення Городоччини датує споруду І половиною ХІХ ст. Власниками садиби, збудованої у стилі класицизму, була родина Свідерських, які володіли Жищинцями до початку ХХ століття. Точна дата побудови та ім'я автора проєкту невідомі. Останнім власником маєтку був поміщик Іван Свідерський. Після приходу радянської влади палац перетворили у клуб, а потім в школу. З побудовою у 2001 році нового приміщення для школи будівля колишньої садиби занепала і нині перебуває в аварійному стані, проте у 2021 році знайшовся меценат, який вирішив викупити її.

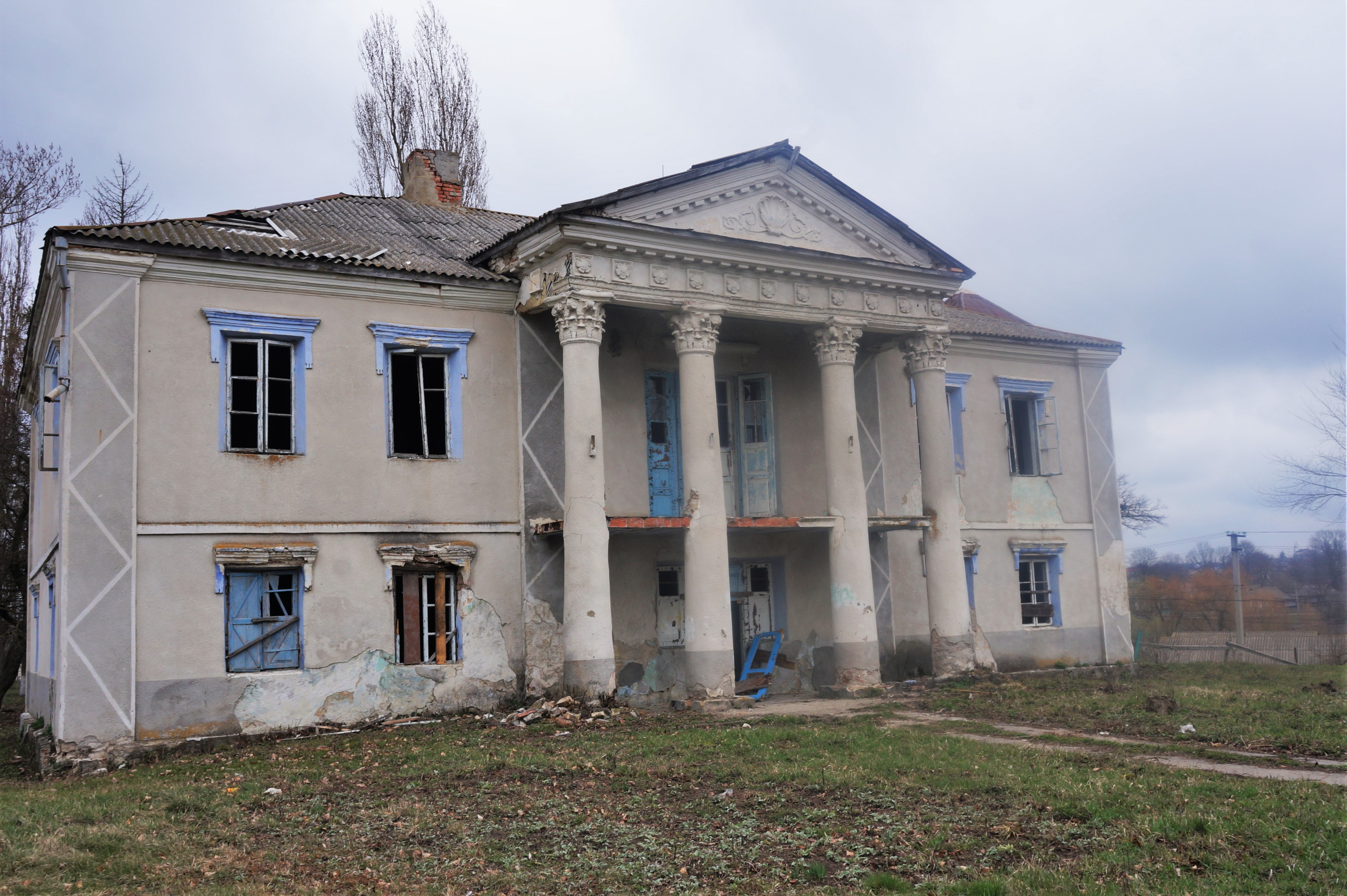
Палац Свідерських

Поряд з палацом знаходяться залишки парку, де ростуть дерева, занесені до Червоної книги України.